# Ruslan Chajlov
Ruslan Dilovaršoevič Chajlov (in russo Руслан Диловаршоевич Хайлоев?; in tagico Руслан Хайлоев?, Ruslan Hajloev; Tver', 29 ottobre 2003) è un calciatore russo naturalizzato tagiko, centrocampista dell'Istiklol e della nazionale tagika.

## Carriera

### Club
Ha giocato nella prima divisione tagika.

### Nazionale
Ha giocato nella nazionale tagika Under-23.
Nel 2024 è stato convocato per la Coppa d'Asia.

## Statistiche

### Cronologia presenze e reti in nazionale
| Cronologia completa delle presenze e delle reti in nazionale ― Tagikistan | Cronologia completa delle presenze e delle reti in nazionale ― Tagikistan | Cronologia completa delle presenze e delle reti in nazionale ― Tagikistan | Cronologia completa delle presenze e delle reti in nazionale ― Tagikistan | Cronologia completa delle presenze e delle reti in nazionale ― Tagikistan | Cronologia completa delle presenze e delle reti in nazionale ― Tagikistan | Cronologia completa delle presenze e delle reti in nazionale ― Tagikistan | Cronologia completa delle presenze e delle reti in nazionale ― Tagikistan |
| Data                                                                      | Città                                                                     | In casa                                                                   | Risultato                                                                 | Ospiti                                                                    | Competizione                                                              | Reti                                                                      | Note                                                                      |
| ------------------------------------------------------------------------- | ------------------------------------------------------------------------- | ------------------------------------------------------------------------- | ------------------------------------------------------------------------- | ------------------------------------------------------------------------- | ------------------------------------------------------------------------- | ------------------------------------------------------------------------- | ------------------------------------------------------------------------- |
| 17-10-2023                                                                | Kuala Lumpur                                                              | Malaysia                                                                  | 0 – 2                                                                     | Tagikistan                                                                | Amichevole                                                                | -                                                                         | 69’                                                                       |
| 21-11-2023                                                                | Islamabad                                                                 | Pakistan                                                                  | 1 – 6                                                                     | Tagikistan                                                                | Qual. Mondiali 2026                                                       | -                                                                         | 88’                                                                       |
| 22-1-2024                                                                 | Doha                                                                      | Tagikistan                                                                | 2 – 1                                                                     | Libano                                                                    | Coppa d'Asia 2023 - 1º turno                                              | -                                                                         | 88’ 90+12’                                                                |
| Totale                                                                    |                                                                           | Presenze                                                                  | 3                                                                         |                                                                           | Reti                                                                      | 0                                                                         |                                                                           |

## Palmarès

### Club

#### Competizioni nazionali
- Campionato tagiko: 1

Istiklol: 2024